# Barça de l'edat d'or
Es coneix amb el nom del Barça de l'edat d'or a l'equip del FC Barcelona que durant els anys 1920 esdevingué el club de futbol més destacat tant a nivell català com espanyol.

## Creixement

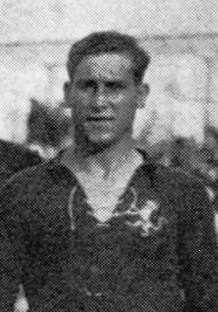
Agustí Sancho.

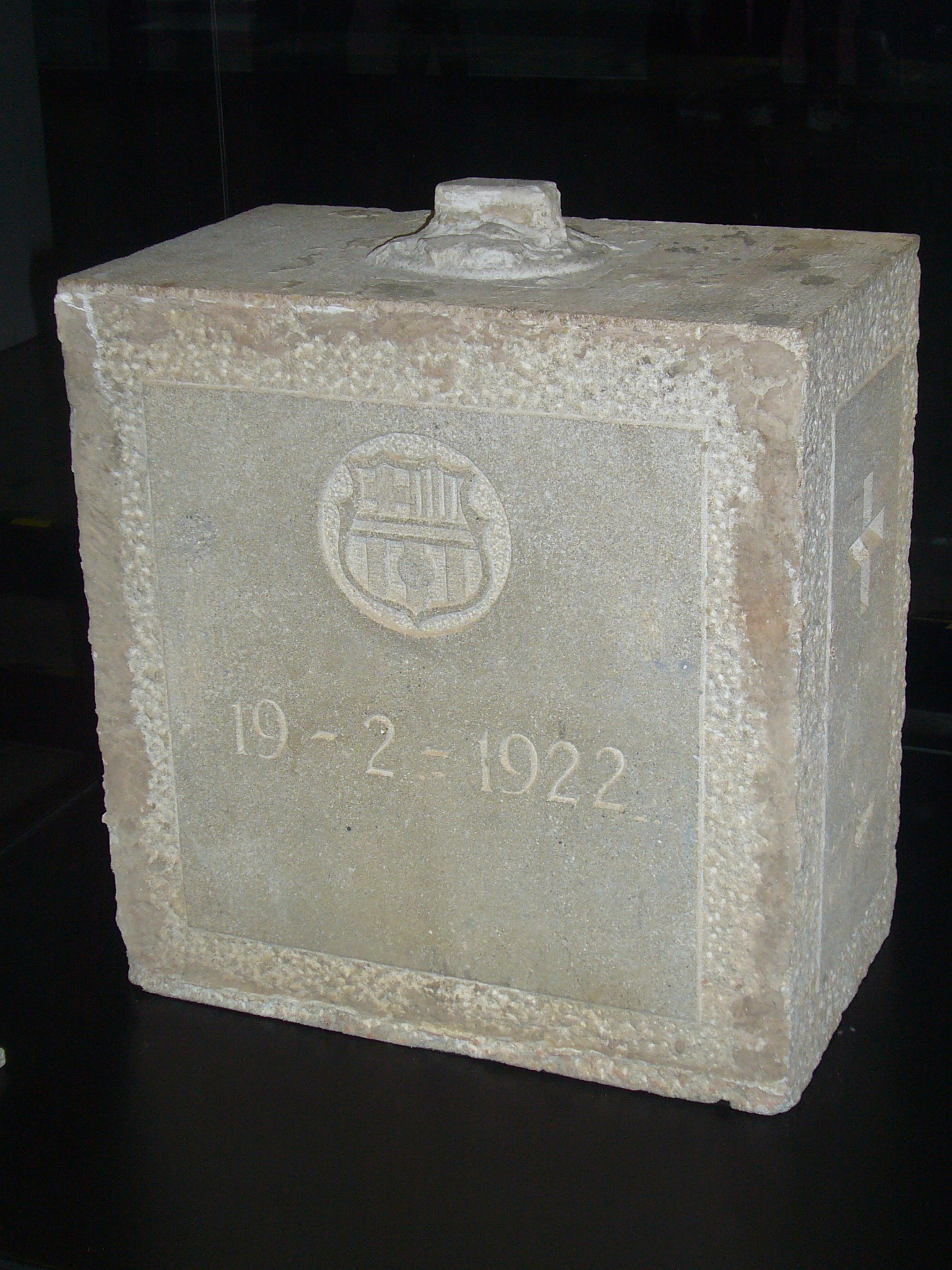
Primera pedra del Camp de les Corts.

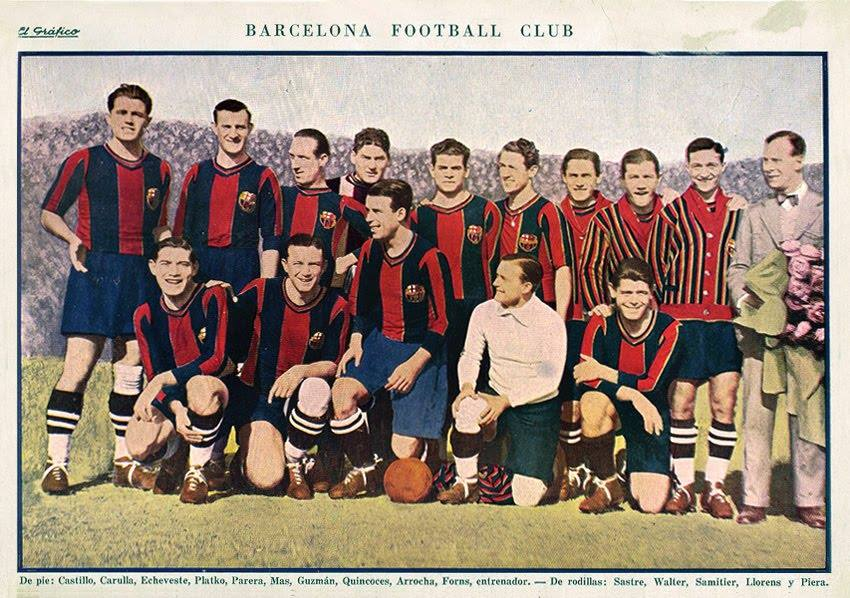
Equip del FC Barcelona, publicat a El Gráfico, 1926.

El creixement esportiu i social que va viure el club entre els anys 1920 i 1929 va estar lligat a diversos factors:
- A nivell esportiu, estigué unit al nom de Josep Samitier, conegut com el mag, líder d'una plantilla molt potent que durant aquesta dècada assolí nombrosos trofeus. Durant aquests primers anys el nom de Samitier va estar acompanyat del de Ricard Zamora, el diví, l'altra gran figura del futbol català d'aquesta dècada. La marxa de Zamora a l'Espanyol l'any 1922 va fer augmentar, encara més, la importància de Samitier dins el conjunt. Samitier començà jugant al centre del camp i acabà com a davanter centre de l'equip. Estigué acompanyat per altres grans noms com els migcampistes Ramon Torralba (la vella[3]), Agustí Sancho (Agustinet[4]), o els davanters Paulí Alcántara (el trencaxarxes, màxim golejador de la història del club amb més de 350 gols[5][6]), Vicenç Piera (la bruixa) o Emili Sagi Liñán (Sagi-Barba[7]).
- L'esclat esportiu vingué acompanyat per un augment del nombre de socis. La temporada 1919-20 el club ja tenia 3.000 socis i el 1922 més de 4000. A final de la dècada la xifra de socis arribava als 10.000.[8]
- Aquest augment de seguidors comportà la necessitat de construir un nou estadi. Es va aprovar la compra d'uns terrenys ubicats a les finques de Can Ribot i Can Guerra i el 1922 es començà a construir el nou estadi. L'estadi fou acabat en tres mesos i el 20 de maig de 1922 fou inaugurat el Camp de Les Corts amb un partit entre el Barcelona i el Saint Mirren FC escocès amb triomf blaugrana per 2-1.[9] Paulí Alcántara va tenir l'honor d'aconseguir el primer gol del nou camp. El terreny fou de terra fins que el 1926 es començà a utilitzar l'herba, essent el primer camp d'aquestes característiques a Espanya.

- En l'àmbit social, aquesta dècada coincideix amb les noces d'argent de l'entitat. El club ja és plenament consolidat, lluny de les crisis que afectaren el club durant els seus primers anys de vida. A més, és durant aquesta època que el Barça es consagra com una entitat catalitzadora dels sentiments de la societat catalana. Durant aquests anys s'estableix a Espanya la dictadura de Primo de Rivera (1923-1930). El 14 de juny de 1925 es disputà a l'estadi un partit d'homenatge a l'Orfeó Català enfront del CE Júpiter. Les més de 12.000 persones que omplien el camp van xiular la Marxa Reial Espanyola (himne espanyol) interpretada per una banda de música de la marina anglesa, mentre que van rebre amb un gran aplaudiment l'himne britànic, God save the Queen. Les autoritats espanyoles van sancionar al Barça amb la clausura del seu estadi durant sis mesos (tot i que finalment es reduí la sanció a tres), el pagament d'una multa i es va convidar als directius del Barça a abandonar la direcció del club (entre ells Joan Gamper). La imatge pública del club, això no obstant, en sortí reforçada, essent rebuda amb simpatia per la societat civil catalana.[10]

## Resultats
Durant els anys que van del 1920 al 1929, el Barcelona aconseguí configurar una plantilla molt potent que dominà amb autoritat el Campionat de Catalunya de futbol. Guanyà vuit de les deu edicions del campionat, perdent només les edicions de 1923, que va anar a parar a mans del CE Europa, i de 1929, que guanyà el RCD Espanyol.
A nivell estatal, el club esdevé el gran dominador del moment guanyant el trofeu més prestigiós del moment: la Copa Alfons XIII o campionat d'Espanya. El club es proclamà campió en 5 de les 10 edicions disputades els anys 1920, 1922, 1925, 1926 i 1928. L'any 1920 l'Athletic Club va perdre per 2-0 i el 1922 la Real Unión de Irún ho va fer per 5-1. Entre ambdues edicions, el 1921 el club es va retirar del torneig per divergències amb la Federació. La Copa del 1925 tornà a ser guanyada pel Barça en derrotar l'Arenas de Getxo per 2-0, i l'any següent fou l'Atlètic de Madrid qui va caure a la pròrroga per 3-2, marcant Paulí Alcántara el gol del triomf. L'edició més disputada fou la de 1928, ja que van caldre tres partits per decidir-ne el campió. Finalment la Reial Societat va caure en el tercer i definitiu partit per a Santander pel resultat de 2-1.
El colofó d'aquesta brillant dècada arribà el 1929, any en què es disputà la primera Lliga espanyola i en la qual el club blaugrana en resultà vencedor per davant del Reial Madrid.
La fama que havia assolit l'equip fou aprofitada amb la disputa de nombrosos partits amistosos, que eren una bona forma de recaptar diners. Els futbolistes eren amateurs però sovint cobraven sota mà. Al final de la dècada, però, el professionalisme fou implantat definitivament. Nombrosos equips internacionals van passar per Barcelona, com ara Slavia de Praga, Crook Town, Cardiff Corinthians, Newcastle United, SL Benfica, Sparta de Praga, Rapid de Viena, Notts County, MTK Budapest, FC Nürnberg, Ferencvárosi TC, Dundee FC, Everton FC, Torino FC, IFK Göteborg, Nacional de Montevideo, CA Peñarol o Colo Colo. A més, l'any 1928 el club va fer una gira per l'Argentina i l'Uruguai.
En acabar la dècada el club no va aconseguir renovar suficientment la plantilla per poder mantenir el nivell anterior. A més, dos fets puntuals serveixen per posar punt final a aquesta gran etapa. El primer fou la mort de Joan Gamper l'any 1930. La mort de qui havia estat fundador i gran impulsor del club, del qual n'havia estat president durant aquesta dècada els anys 1921-1923 i 1924-1925, fou molt sentida dins l'entitat. Força impactant fou també la sortida del club de Josep Samitier, el gran ídol dels seguidors, qui el 1932 abandonà l'entitat i fitxà pel Reial Madrid.

## Jugadors
Molts jugadors formaren part del club durant aquests anys. La següent taula llista els principals jugadors per demarcació. Entre parèntesis es mostra els anys en què cada jugador destacà dins l'onze titular. Martí i Samitier apareixen dos cops a la llista en posicions diferents en funció de l'any.
| |                                                                                    | Porter Zamora (20-22) Pascual (23-24) Platko (23-29) Llorens (27-28) |                                                                 |                                                           |
| | Defensa dret Coma (20-21, 24) Planas (22-23, 25-27) Mas (28) Saura (29)            |                                                                      | Defensa esquerre Galícia (20-21) Surroca (22-24) Walter (25-29) |                                                           |
| | Mig dret Torralba (20-26) Bosch (27-28) Guzman (28-29)                             | Mig-centre Sancho (20-22, 24-27) Blanco (23) Castillo (28-29)        | Mig esquerre Samitier (20-23) Carulla (24-28) Martí (29)        |                                                           |
| Extrem dret Vinyals (20-22) Piera (22-29)                                                            | Interior dret Sesúmaga (20) Gràcia (21-23) Martí (24) Arnau (25-28) Sastre (27-29) | Davanter centre Martínez (20-23) Samitier (24-29)                    | Interior esquerre Alcántara (20-27) Arocha (28-29) García (29)  | Extrem esquerre Plaza (20-21) Sagi (22-28) Parera (28-29) |
| Entrenador: Greenwell (20-24) Poszony (24-25) Kirby (25-26) Domby (26-27) Forns (27-29) Bellamy (29) |                                                                                    |                                                                      |                                                                 |                                                           |

## Palmarès
- 8 Campionats de Catalunya:
  - 1919-1920, 1920-1921, 1921-1922, 1923-1924, 1924-1925, 1925-1926, 1926-1927, 1927-1928
- 1 Campionat de Lliga espanyola:
  - 1928-29
- 5 Copes del Rei:
  - 1920, 1922, 1925, 1926, 1928